# الأدب في جنوب إفريقيا

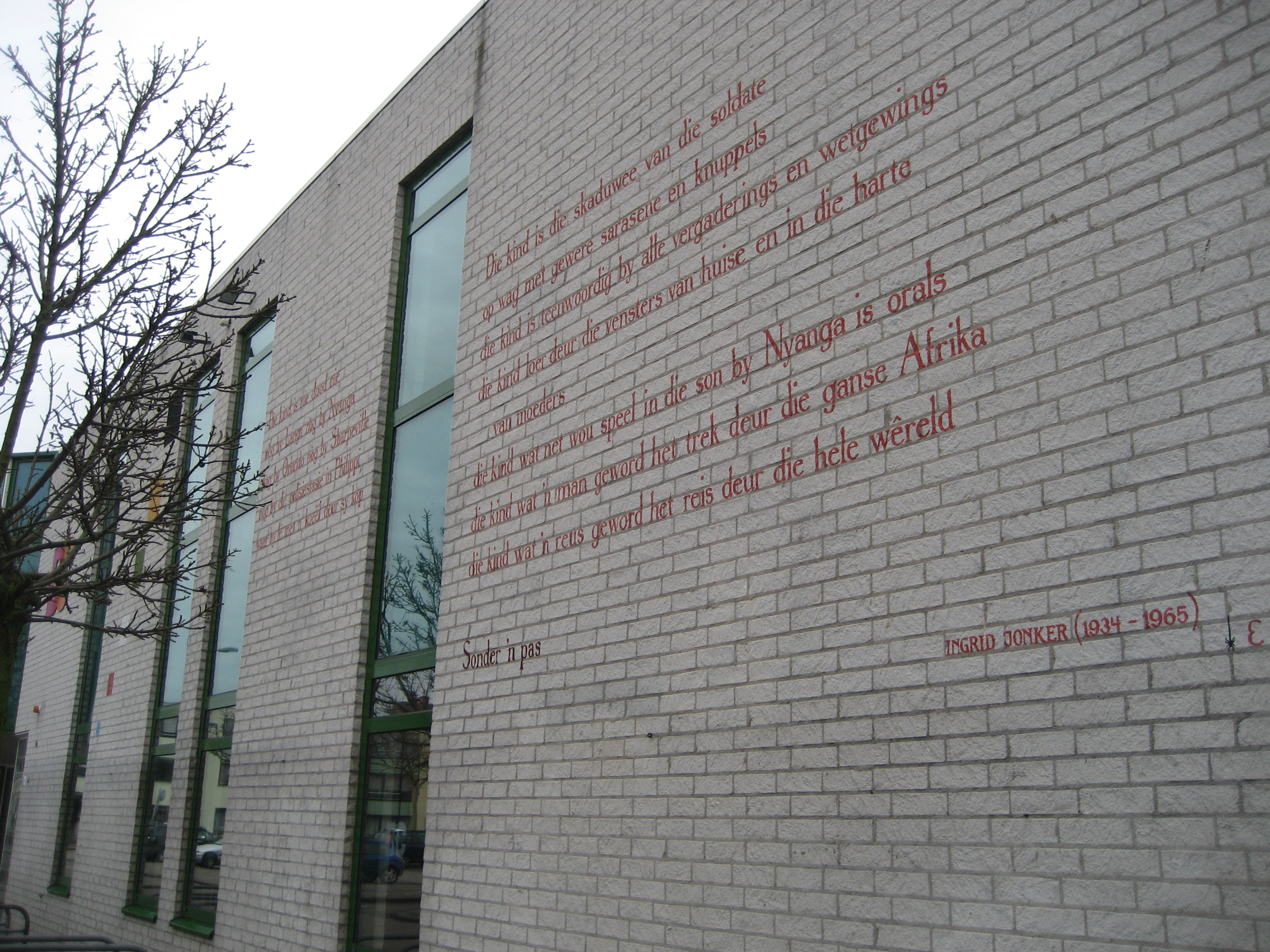
قصيدة "داي كايند" بقلم إنغريد يونكر على جدار في ليدن

الأدب الجنوب أفريقي هو الأدب في جنوب أفريقيا التي تحتوي على 11 لغة قومية، وهي: اللغة الأفريقانية، واللغة الزولوية، واللغة الكوسية، واللغة السوتية، ولغة السوثو الشمالية، واللغة التسوانية، وفندا، وسوازي، ولغة تسونجا، والنديبلي.

## اللغة الأفريقانية
اللغة الأفريقانية هي لغة جرمانية ترتبط ارتباطًا وثيقًا بالهولندية. تعود جذورها إلى القرن السابع عشر، ولكن لم يُعترف بها رسميًا حتى عام 1875، عندما ًانشأت جمعية جينوسكاب فان ريغت أفريكانرز. يتحدث الشعب في جميع أرجاء جنوب أفريقيا الأفريقانية، وهي اللغة الأم للسود والبيض (في المفهوم السائد في جنوب أفريقيا، يدل ذلك على ثقافة مستقلة معينة مختلفة عن المصطلح المهين في أوروبا وأميركا). التاريخ الأدبي قصير بسبب ذلك، لكنه ينبض بالحياة بشكل مفاجئ. من أبرز الأعمال الأدبية في التاريخ: كتاب بيرسبيكتيف أون بروفيل لمؤلفه إتش بي فان كولر، والجيسكيدينيز فان دي أفريكانز ليتيرتشر لمؤلفه جي. سي. كانيمير، وأفريكانس ليتيرتشرجيسكيدينيس لديكر. يدعي لويس نكوسي (سي إف. كولد، 2006: 18) أنه «في جنوب أفريقيا يوجد شرخ غير معافى -لن أقول إنه غير قابل للشفاء- بين كتابات البيض والسود». يدعي نكوسي أن سبب هذا الشرخ هو أن الكتَّاب السود عصيون إلى حد كبير على الحركات الثقافية التي تركت أثرًا كبيرًا على تطور كتابات البيض». يشارك نظام الأدب الأفريقاني، على عكس اللغات الأفريقانية، بالحركات الفنية الأوروبية مثل الرمزية، والتعبيرية والحركة الحداثية، وما بعد الحداثة، وحركة الدادا وما إلى ذلك، لتقدم أدبًا مألوفًا بالنسبة إلى الجمهور الأوروبي والأميركي.

### الشعر
يُعتبر كل من ليبولت ولانجن هوفن من الشعراء الأوائل، وقد كتبا النشيد الوطني داي ستيم. كان معظم الشعر في البداية يدور حول حرب البوير الثانية، ولم يحقق الشعر معايير أدبية مهمة حتى ثلاثينيات القرن العشرين. يُعتبر إن. بي. فان ويك لو من رواد الحركة الجديدة، وأُطلق عليه لقب ديرتيغرز، بالإضافة إلى أخيه ويغ لو، وإليزابيث آيبرز، رغم أنهم جميعًا كتبوا في الفترات الأدبية اللاحقة. يلاحظ أوليفر سيطرة فان ويك لو، ويقول: «أطلق الشاعر المخضرم إن. بي. فان ويك لو نظرية مطورة بالكامل عن الأفريقانيين في الأدب القومي في ثلاثينيات القرن العشرين، على شكل مجموعتين من المقالات هما لوجال فيرسي (1939) وبيريجت تي فيلد (1939)». أدخل فان ويك لو نظريات وحركات الأدب العالمية إلى المشهد الأدبي في جنوب أفريقيا على نطاق أوسع من أي ممن سبقوه، و«وقدمت نظريته الفسحة الفكرية والفلسفية للشعراء والروائيين لممارسة مهنتهم من دون خوف أو ظلم، وشكلت باختصار نقلة نوعية في الأدب الأفريقاني» (أوليفر). بدأ دي جي أوبرمان الكتابة في أربعينيات القرن المنصرم، وكان له دور رئيسي معين في مقتطفاته الأدبية غروت فيرسيبوك. حدثت النقلة النوعية الثانية في ستينيات القرن العشرين، على يد تي. تي. كلوت وإنغريد يونكر، الذي حظا بمكانة دينية بعد وفاته. ناقش كلوت مع آخرين نقاط التحول الأدبية في كتاب روندوم سيستيك. اشتهر كلوت بكتابه ليتيرير تيرم أون تيوري (1992)، وهو أحد أكثر الأعمال التي تتحدث عن النظريات الأدبية شمولية والموجودة في السوق العالمي، رغم أنه مكتوب بالأفريقانية. بعض الشعراء الحديثين الجديرين بالذكر: جوان هامبيدج، هيني أوكامب، إرنست فان هيردين، آنتيي كروغ، وجيرت فلوك نيل. يعتبر عديدون برايتن بريتنباخ واحدًا من أفضل الشعراء الأفريقانيين، إن لم يكن أفضلهم. أمضى سنوات عديدة في السجن بسبب معتقداته السياسية أثناء فترة التمييز العنصري، وعاش لاحقًا في فرنسا. نُشر عمل بريتنباخ الأخير «داي ويندفانغر» عام 2007. تُعتبر معظم المختارات الشعرية الرئيسية من كتاب غروت فيرسيبوك لدي جي أوبرمان، وبوسكارت لفوستر وفيلجون، وكتاب دي أفريكانس بويسزي المثير للجدل لمؤلفه جيريت كومريج في 1000 إن إنكيل جيديجت، وغروت فيرسيبوك لآندريه بي. برينك، طبعة جديدة أو إعادة إنتاج لمؤلفات أوبرمان الأدبية.

## الأدب الإنكليزي

### النثر
أحد أبرز الأعمال الأدبية الأولى هي رواية قصة مزرعة أفريقية لمؤلفها أوليف شرينر عام 1883، والتي يمكن ربطها برواية لات فروغت لفان دين هيفر كونها رواية ذات طابع فلاحي. كانت الرواية بمثابة تجلي للعصر الفكتوري: وتفاءل فيها كثيرون لأنها تُدخل النسوية على شكل الرواية. على أي حال، يناقش موسمان (1990: 41) فكرة «العمل المنتمي إلى الأدب الجنوب أفريقي الأكثر تدريسًا في قاعات الدراسة الأميركية هو إبك، البلد الحبيب (1948) لمؤلفه آلان باتون». من المحتمل أن سبب هذا يعود إلى أن الرواية صُورت على شكل فيلم من بطولة جيمس إيرل جونز، ويصور موقفًا عنصريًا مثاليًا يتوافق بشكل جيد مع المفاهيم الأميركية حول المجتمع في جنوب أفريقيا. ألف باتون أيضًا كتابًا متأخرًا جدًا أيها الفلروب، وهو نص آخر ينتقد سياسة التمييز العنصري، وعلى وجه الخصوص القانون الفاسد الذي يحرم العلاقات الجنسية بين الأعراق المختلفة. أثناء خمسينيات القرن العشرين، أصبحت مجلة درام مرتعًا للتهكم السياسي، والخيال، والمقالات، مما عزز ثقافة السود الحضرية. أثناء الفترة عينها، بدأت نادين غورديمير الحاصلة على جائزة نوبل بنشر قصصها الأولى. نُشرت روايتها الأشهر، جولايز بيبول عام 1981، وتصور انهيار حكم الأقلية البيضاء. حُولت رواية تسوتسي لمؤلفها أثول فيجارد إلى فيلم أيضًا، رغم أن فيجول مشهور أكثر بكتاباته المسرحية. برز العديد من الشعراء السوداويين المؤثرين في سبعينيات القرن العشرين مثل مونغانه وولي سيروته الذي ركزت أشهر أعماله، لا ينبغي أن يبكي الأطفال، على حياة الأشخاص السود في جنوب أفريقيا في فترة التمييز العنصري. انتقل لويس نكوسي، وهو كاتب مقالات في الأصل، إلى تأليف الروايات ونشر ثلاث روايات، وهي: تزاوج الطيور (1986)، وشعوب تحت الأرض (2002)، وكبرياء مانديلا (2006). انتقل روائي أسود مشهور آخر، وهو زاكس مدا، من كتابة الشعر والمسرحيات إلى تأليف الروايات. فاز بجائزة الكومنولث للكتاب عن روايته ذا هارت أوف ريدنيس عام 2001، وأصبحت جزءًا من المناهج المدرسية في جميع أرجاء جنوب أفريقيا. كانت ميريام تلالي أول امرأة سوداء تنشر رواية في جنوب أفريقيا، وحملت عنوان موريل آت ميتروبوليان (1975) (وتُعرف أيضًا باسم بين عالمين). نشر جون ماكسويل كويتزي أول كتاباته في سبعينيات القرن العشرين، وأصبح معروفًا على مستوى العالم عام 1983 بفضل فوز روايته لايف آند تايمز أوف مايكل كي بجائزة البوكر. حصدت روايته ديسغريس التي نشرها عام 1999 جائزة بوكر ثانية بالإضافة إلى جائزة كومنولث التي حصدها عام 2000. وفاز بجائزة نوبل في الأدب عام 2003. حصدت مؤلفات باللغة الإنجليزية للمؤلفين نادين غورديمير ووجون ماكسويل كويتزي من جنوب أفريقيا جائزتي نوبل.
من الأعمال الأخرى البارزة: رواية ماين بوي لمؤلفها بيتر أبراهامز، والمشي في الليل لأليكس لا غوما، وذا ترو كونفيشنز أوف آن آلبينو تيروريست لمؤلفها برايتن بريتنباخ، وتريومف لمارلين فان نيكيرك، وبرغرز لنادين غورديمير، ودراي وايت سيزن لآندريه برينك، وباكينغهام بالاس، ديستريكت سيكس لريتشارد ريف، ورومرز أوف رين لآندريه برينك، وجولايز بيبول لنادين غورديمير، ورايد أون ذا ويرلويند لمؤلفها سيفو سيبامالا، تو إيفري بيرث إتس بلود لمونغانه وولي سيروته.